# Mailing
Con la parola inglese mailing si indica l'invio di corrispondenza a scopo informativo e promozionale, spesso pubblicitario.
Con lo stesso termine si indica anche l'attività commerciale che utilizza tale pratica. Gli operatori di mailing basano la loro attività sulla creazione di un indirizzario dei potenziali clienti (mailing list).
Nel marketing gli anglosassoni parlano più specificatamente di direct mailing.
Talune aziende inviano materiale per conto di terzi, o praticano il commercio di indirizzi, attingendo a banche dati più o meno selezionate, o servendosi di programmi informatici. Queste attività sono regolamentate dalla legge sulla privacy italiana. 

Affinché il mailing dia luogo alle reazioni che il mittente desidera, deve essere mirato (cioè diretto a un target conosciuto), deve valersi di una comunicazione efficace e deve essere gradito dal destinatario. In caso contrario la comunicazione viene percepita come indesiderata (spam).